# 1868
1868 (MDCCCLXVIII) fue un año bisiesto comenzado en miércoles según el calendario gregoriano.

## Acontecimientos

### Enero
- 3 de enero: en Japón, el emperador Meiji recupera el poder del país (restauración Meiji). Cae el shogunato Tokugawa.
- 7 de enero: en Perú, renuncia a su cargo el presidente Mariano Ignacio Prado.
- 27 de enero al 31 de enero: en Japón se desarrolla la Batalla de Toba-Fushimi; la derrota del ejército Shogunal causará el definitivo derrocamiento y arresto de Tokugawa Yoshinobu, el último shogun de Japón.

### Febrero
- 19 de febrero: en Montevideo son asesinados el presidente uruguayo Venancio Flores y el expresidente Bernardo Prudencio Berro.
- 19 de febrero: El Paso de Humaitá fue forzado exitosamente por la escuadra de la Marina del Brasil.
- 24 de febrero: en Estados Unidos, Andrew Johnson se convierte en el primer presidente sometido al proceso de impeachment.

### Marzo
- en Katsunuma Japón, se da comienzo a la Batalla de Kōshū-Katsunuma, entre el imperio del Japón y el Shogunato Tokugawa.

### Abril
- 2 de abril: en Hawái, un terremoto de 7,9 y un tsunami dejan un saldo de 77 muertos. Es el terremoto más fuerte registrado en la historia de Hawái.
- 14 de abril: en Guanabacoa (Cuba), el folletín El Álbum publica los primeros versos de José Martí, «A Micaela», dedicados a la esposa de Rafael María de Mendive.
- 25 de abril: en Quechereguas Chile, Se da comienzo al Combate de Quechereguas entre el Ejército de Chile y los Mapuches.

### Mayo
- 5 de mayo: es asignado a servicio de la armada imperial del Brasil, el monitor Ceará.

### Julio
- 20 de julio: el volcán Iztaccíhuatl registra una explosión, actualmente se encuentra sísmicamente activo.

### Agosto
- 13 de agosto: un fuerte terremoto de 8,5 a 9,3 sacude las costas de Arica, Chile, provocando un tsunami que deja un saldo de 25.000 muertos.
- 15 y 16 de agosto: dos terremotos de 6,3 y 6,7 sacuden las costas de Ecuador dejando un saldo de 70.000 víctimas mortales.

### Septiembre
- 19 de septiembre: en España se produce la Revolución de 1868 ―apodada La Gloriosa― que derrocará a la reina Isabel II.
- 23 de septiembre: en Puerto Rico se origina un movimiento revolucionario (conocido como Grito de Lares) contra España.

### Octubre
- 2 de octubre: matanza en Juchitán encabezada por Félix Díaz Mori, la mitad del pueblo es exterminado e incendiado y culmina cuando entra montado a caballo a la iglesia y arrastra una imagen del santo patrono San Vicente Ferrer.
- 10 de octubre: en Cuba se origina una insurrección (conocida como Grito de Yara) contra España.
- 12 de octubre: en Argentina, Domingo Faustino Sarmiento asume como presidente.
- 19 de octubre: en España, el gobierno establece la peseta como unidad monetaria.
- 20 de octubre: en la ciudad de Bayamo (Cuba) se canta por primera vez La Bayamesa, el himno nacional cubano.
- 21 de octubre: se registra un terremoto de 6,7 en la ciudad de San Francisco que causa daños significativos y varias muertes.

### Noviembre
- 3 de noviembre: en elecciones presidenciales de Estados Unidos de 1868, el presidente republicano Andrew Johnson decide no optar a la reelección y presenta como candidato a Ulysses S. Grant, ganador de los comicios por una cómoda mayoría de 204 votos electorales frente a los 90 de los demócratas dirigidos por Horatio Seymour.

### Diciembre
- 6 de diciembre: en el arroyo Itororó, sobre el río Paraguay (a 25 km de Asunción) ―en el marco de la guerra de la Triple Alianza―, el ejército brasileño (12 000 soldados) logra la retirada del ejército paraguayo (4100 soldados) en la batalla de Itororó. Se registran 1864 bajas brasileñas y 1116 bajas paraguayas.

### Fechas desconocidas
- En Sevilla (España) se derriban las famosas murallas, quedando en pie solo un tramo.
- En Buenos Aires (Argentina) se nacionaliza la aduana.
- El emirato de Bujará es conquistado por la Rusia zarista.
- En el lago Ness ―en Escocia (norte del Reino Unido)― se informa el primer avistamiento de Nessie.

## Arte y literatura
- 18 de junio: en Porto Alegre (Brasil) se funda la Sociedad Partenón Literario.
- Benito Pérez Galdós: La fontana de oro.
- Fiódor Dostoievski: El idiota.

## Ciencia y tecnología
- Pierre Janssen descubre el helio.

## Nacimientos

### Enero a marzo

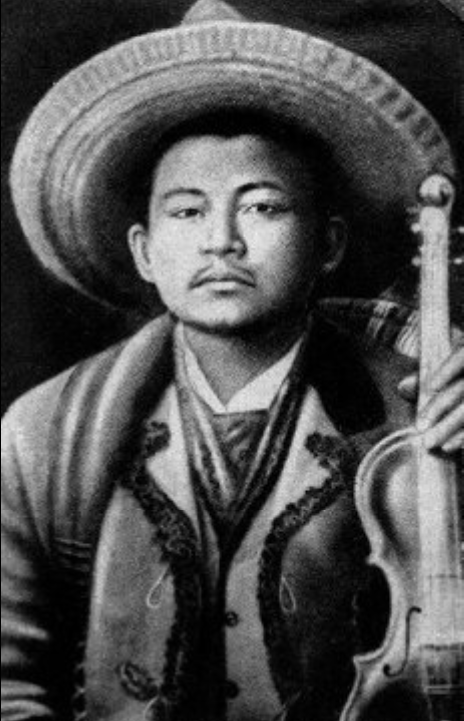
Juventino Rosas.

- 19 de enero: Gustav Meyrink, escritor austriaco (f. 1932).
- 25 de enero: Juventino Rosas, músico mexicano (f. 1894).
- 31 de enero: Theodore Richards, químico estadounidense, premio nobel de química en 1914 (f. 1928).
- 23 de febrero: Henry Bergman, actor estadounidense de cine y teatro (f. 1946).
- 16 de marzo: Fuad I, rey egipcio (f. 1936).
- 22 de marzo: Robert Andrews Millikan, físico estadounidense, premio nobel de física en 1923 (f. 1953).
- 28 de marzo: Máximo Gorki, escritor ruso, autor de La madre (f. 1936).
- 30 de marzo: Coloman Moser, pintor, dibujante y diseñador austríaco (f. 1918).

### Abril a junio

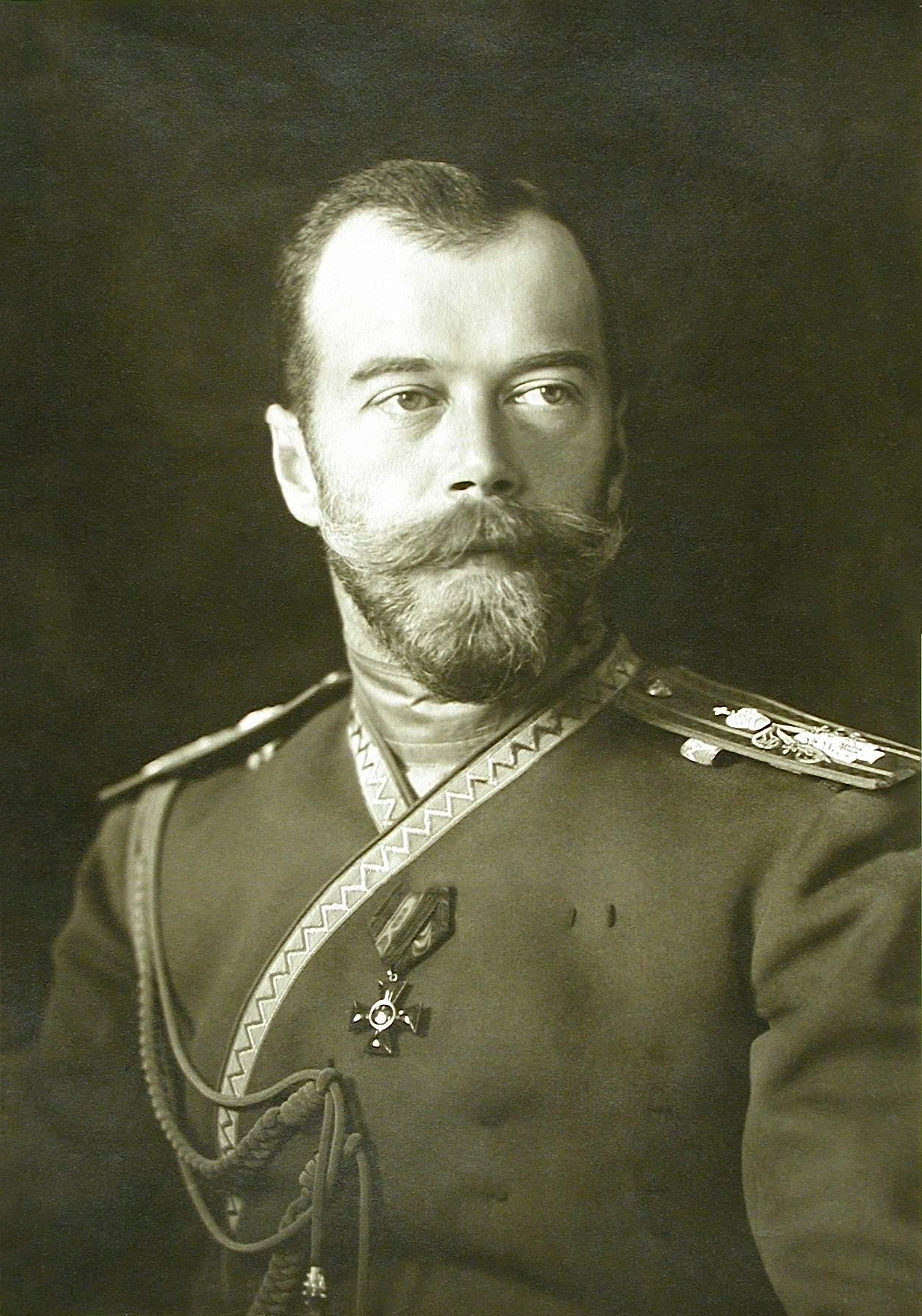
Nicolás II de Rusia.

- 1 de abril: Edmond Rostand, dramaturgo francés (f. 1918).
- 14 de abril: Peter Behrens, arquitecto alemán (f. 1940).
- 28 de abril: Georgy Voronoi, matemático ruso (f. 1908).
- 6 de mayo: Gastón Leroux, escritor francés, autor de El fantasma de la ópera (f. 1927).
- 14 de mayo: Magnus Hirschfeld, médico alemán (f. 1935).
- 18 de mayo: Nicolás II de Rusia, zar ruso entre 1894 y 1917 (f. 1918).
- 7 de junio: Daniel Salamanca Urey, presidente boliviano (f. 1935).
- 9 de junio: Jane Avril, bailarina francesa (f. 1943).
- 14 de junio: Karl Landsteiner, patólogo austriaco, premio nobel de medicina en 1930 (f. 1943).
- 17 de junio: Augustin Chaboseau, historiador y publicista francés (f. 1946).

### Julio a septiembre
- 20 de julio: Miron Cristea, primer patriarca de la Iglesia ortodoxa rumana (f. 1939).
- 24 de julio: Alberto Masferrer, periodista, ensayista y político salvadoreño.
- 11 de agosto: Ricardo Rodríguez Elizondo, sacerdote y político costarricense (f. 1918).[1]
- 22 de septiembre: Luis Agote, médico argentino, inventor del método de adición de citrato de sodio usado para la conservación de la sangre usada en transfusiones (f. 1954).
- 30 de septiembre: Dolores de Gortázar, escritora y maestra española (f. 1936).

### Octubre a diciembre

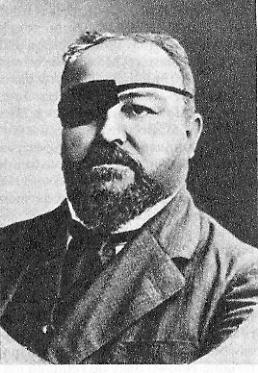
Richard Teichmann.

- 24 de octubre: Bala Sahib, virrey y artista indio, creador de la serie de yoga suria namaskar (f. 1951).
- 2 de noviembre: Eustoquio Gómez, político y militar venezolano (f. 1935).
- 21 de noviembre: Federico Pelico Tinoco, político y dictador costarricense (f. 1931).
- 1 de diciembre: Eloy Gonzalo, militar español (f. 1897).
- 6 de diciembre: Lisandro de la Torre, político argentino (f. 1939).
- 9 de diciembre: Fritz Haber, químico alemán, premio nobel de química en 1918 (f. 1934).
- 20 de diciembre: Arturo Alessandri Palma, político chileno (f. 1950).
- 24 de diciembre: Richard Teichmann, ajedrecista alemán (f. 1925).

## Fallecimientos

### Enero a marzo
- 1 de enero: Rosa Merino, cantante peruana (n. 1790).
- 2 de enero: Marcos Paz, presidente argentino (n. 1813).
- 3 de enero: Moritz Hauptmann, compositor, profesor y teórico musical alemán (n. 1792).
- 14 de enero: Thomas Coutts, Colono y asesino de indígenas australianos. (n. 1797)
- 29 de enero: Pascual Pérez Rodríguez, escritor y fotógrafo español (n. 1804).
- 29 de enero: Inoue Genzaburō, capitán de la sexta unidad del Shinsengumi (n. 1829).
- 19 de febrero: Venancio Flores, presidente uruguayo (n. 1808).
- 29 de febrero: Luis I de Baviera (81), rey bávaro entre 1825 y 1848 (n. 1786).
- 16 de marzo: José Pagniucci Zumel escultor madrileño.

### Abril a junio
- 23 de abril: Bhanu-Bhakta Acharia, poeta y traductor nepalí (n. 1814).
- 23 de abril: Ramón María Narváez, militar y político español (n. 1800).
- 17 de mayo: Kondō Isami, militar japonés, comandante del Shinsengumi (n. 1834).
- 21 de junio: Sarath Mather, inventora del periscopio (n. 1796).

### Julio a septiembre
- 16 de julio: Dimitri Pisarev, escritor ruso (n. 1840).
- 19 de julio: Okita Sōji, capitán de la primera división del Shinsengumi (n. 1842).
- 1 de agosto: Pedro Julián Eymard, santo y presbítero católico francés (n. 1811).
- 14 de agosto: Manuel Ezequiel Bruzual, militar venezolano, presidente en 1868 (n. 1830).
- 9 de septiembre: Vicente Hernández Couquet, escultor español (n. 1837).

### Octubre a diciembre
- 23 de octubre: María Sánchez de Thompson, patriota y celebridadargentina (n. 1786).
- 13 de noviembre: Gioacchino Rossini, compositor italiano (n. 1792).
- 18 de noviembre: José Tadeo Monagas, militar y presidente venezolano entre 1847 y 1851, entre 1855 y 1858, y en 1868 (n. 1784).
- 13 de diciembre: Carl Friedrich Philipp von Martius, médico, botánico y explorador alemán (n. 1794).
- 26 de diciembre: Joaquín Suárez, político y presidente interino uruguayo (f. 1781).

## Ciencia ficción
- El videojuego Assassin's Creed: Syndicate toma lugar en este año.